# Ichneumon rufescens
Ichneumon rufescens är en stekelart som beskrevs av Cuvier 1833. Ichneumon rufescens ingår i släktet Ichneumon och familjen brokparasitsteklar. Inga underarter finns listade i Catalogue of Life.